# Henri Giraud (político)
Henri Giraud (París, 31 de enero de 1880-Ibíd., 11 de noviembre de 1942) fue un ingeniero civil francés. Después de haber realizado muchos logros mientras estuvo en la dirección general de las Obras de París, fue nombrado secretario general de equipamiento nacional en el gobierno de Darlan, en 1940.

## Orígenes
Henri Giraud provenía de una familia originaria de los Alpes Marítimos, con un padre trabajador tipógrafo y una madre que se dedicaba a la costura para aumentar los recursos del hogar. Sus padres son ambos sordomudos.

## Capacitación
Cuando se fue, primero fue empleado como mensajero por un corredor de bolsa, luego, en 1896, se unió a una compañía de seguros contra pérdidas comerciales. Al quedar allí vacante un puesto, Giraud notificó a Saint-Nicolas, quien en 1897 envió al que más tarde se convertiría en su cuñado.
Encontrando este último el salario de la Compañía sin duda demasiado modesto, le sugirió la idea de prepararse para el examen de ingreso para el trabajo de mordedor (hoy asistente técnico del agrimensor) de la Prefectura del Sena.
Habiendo ingresado ambos como agentes temporales en las oficinas del jefe de máquinas de la sección 7 de las Obras de París, se sometieron con éxito en mayo de 1898 las pruebas de dicha competición.
Animado, Giraud prepara el concurso de pilotos (ingeniero de división) donde se declara elegible con el número 1 al año siguiente.
En marzo de 1904, se casó con Eugénie Douay, quien lo animó durante toda su vida a perseverar, a pesar de los obstáculos que le pusieron entonces los anticlericales.
Pasando luego con brillantez el concurso de ingeniero jefe de las Obras de París, su primer puesto fue el de la 2 sección cuyas oficinas estaban situadas en el ayuntamiento del VIIe.

## Carrera en el servicio público
En 1913, Marcel Delanney, prefecto del Sena, deseando tener un técnico en su oficina, eligió a Giraud, cuyo expediente estaba desprovisto de toda recomendación.
Movilizado en agosto de 1914, se convierte en Capitán de Ingenieros, encargado de la organización local del servicio de carreteras del ejército.
A su regreso de la guerra, a Giraud se le encomendó la reorganización de la Direction des Travaux de Paris; su proyecto fue aceptado por el prefecto y un decreto del 30/12/1919 ordenó su ejecución. Esto, al reducir significativamente la mano de obra, dotó de mayor flexibilidad a la maquinaria administrativa y técnica.
En 1924 fue nombrado Director de Obras de París, luego Director General en 1928, teniendo bajo su autoridad las Direcciones de Arquitectura y el Plan de París.
En 1939, mientras conservaba sus funciones en la Prefectura, fue llamado al Ministerio de Armamento por Raoul Dautry y responsable de la coordinación entre los Ministerios de Obras Públicas, Armamento y Defensa Nacional.; entonces el 6 de junio de 1940, el generalísimo Weygand lo hizo llamar a su despacho para confiarle la dirección de las obras de defensa en la región parisina 11 días antes de la solicitud de armisticio.
Llamado en febrero de 1941 por el gobierno al cargo de secretario general de los Servicios de Equipamiento Nacional, dejó la Prefectura del Sena en junio, y se encontraba en pleno trabajo, durante una conferencia que presidió que le golpea la muerte el 11 de noviembre de 1942, el mismo día que las tropas alemanas invadieron la Zona Libre.

## Logros clave
Cavando el metro bajo los suburbios, realizando - después de haberlo diseñado - el plan de saneamiento del Sena, animó la planificación del desarrollo de la región de París para darle un ambiente ordenado y saludable.
Para ello, empujó lejos de la ciudad sus preocupaciones: los ingenieros construyeron en Haute-Marne, en el Orne y en las presas de Nièvre para proteger la ciudad de las inundaciones. Otros en Dreux, Meaux, Sens, Fontainebleau y Provins regularon las desviaciones que abastecían de agua potable a París.
Se establecieron oficinas de diseño para el suministro de agua del Valle del Loira en Roanne, Cosne y Gien.
En París extendió alfombras antideslizantes sobre los desgastados pavimentos, probó las nuevas lámparas de tubo luminiscente, ató y desató los 3200 km  de tuberías de agua, los 2600 km  de tuberías de gas y los circuitos de distribución eléctrica y de aire comprimido.
Instaló calefacción urbana, modernizó los servicios de limpieza viaria, hizo excavar pasajes subterráneos en los cruces de los bulevares exteriores y comenzó a cubrir el Chemin de fer de Ceinture.
Hizo plantar jardines a lo largo de las dos orillas del Sena, que lamentablemente Georges Pompidou destruyó parcialmente para construir la calzada que lleva su nombre.
Henri Giraud fue uno de los organizadores de la Exposición de Artes Decorativas de 1925, la Exposición Colonial de 1931, la Exposición de Artes y Técnicas de 1937 y colaboró con la revista Science et Industrie.
Fue en el ejercicio de estas diversas actividades que se convirtió en colaborador, luego en amigo, de Fulgence Bienvenüe, el mariscal Lyautey y el cardenal Suhard.
En abril de 1938, designado por el gobierno, como árbitro en la disputa metalúrgica que paralizó las fábricas de la región de París, la sentencia que dicta y las recomendaciones que recomienda al 20 de abril hacer la «u de la prensa. Rechazando demandas de una nueva revisión general de salarios, propone:
- las fábricas que trabajan para la defensa nacional adopten 45 horas, aumentando los salarios por hora en 0,75%;
- la comisión paritaria aproveche la modificación del convenio para ajustar los salarios según el índice del costo de vida.

- «L'Exposition des Arts Décoratifs Paris 1925 du 29 avril à octobre 1925». 3 de julio de 2014.

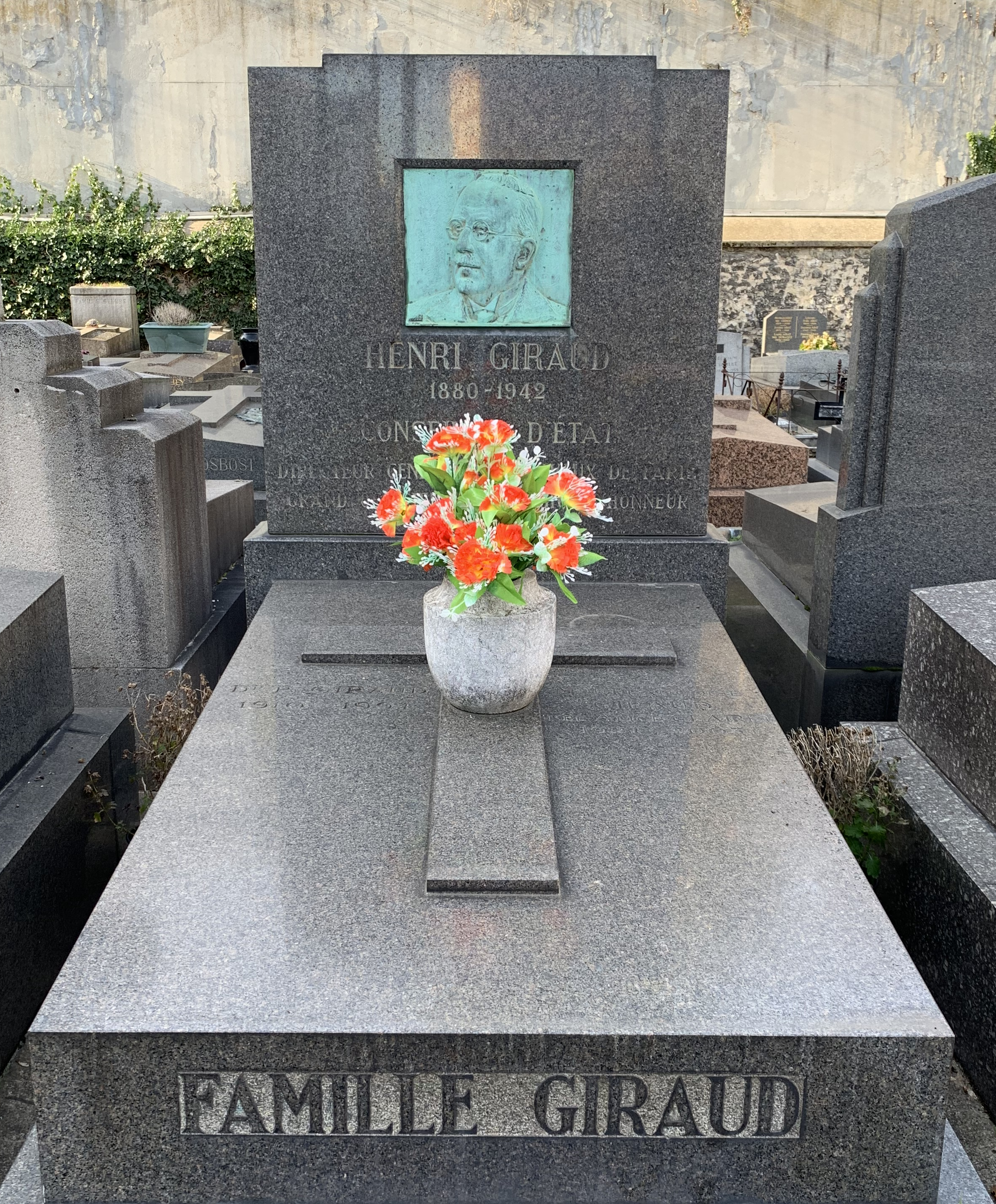
Tumba, en el cementerio de Vaugirard.

´
- Datos: Q3131190